# Oasisamérique

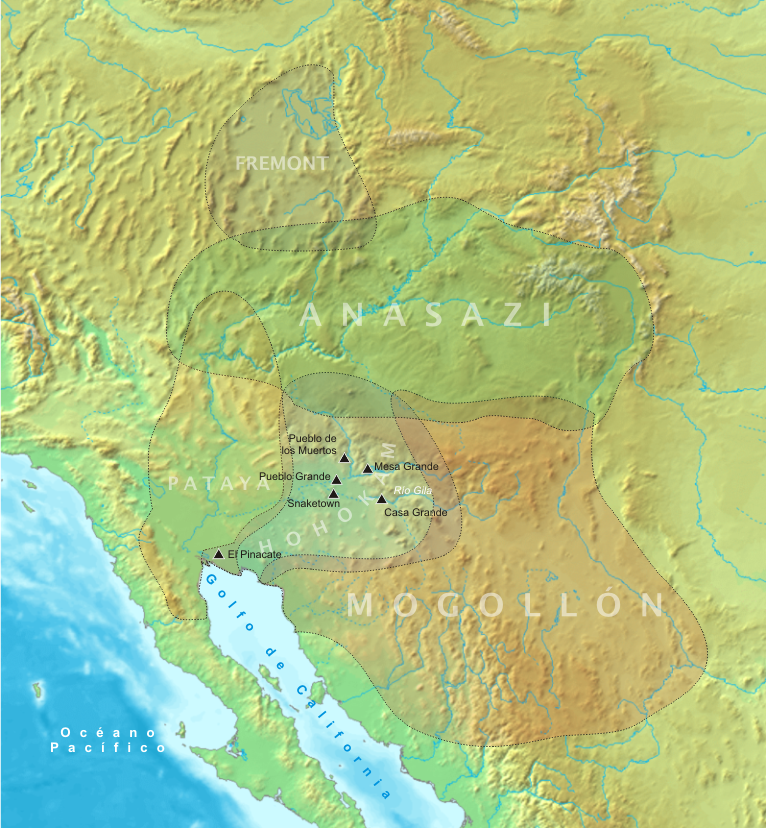
Localisation des territoires des principales cultures d'Oasisamérique.

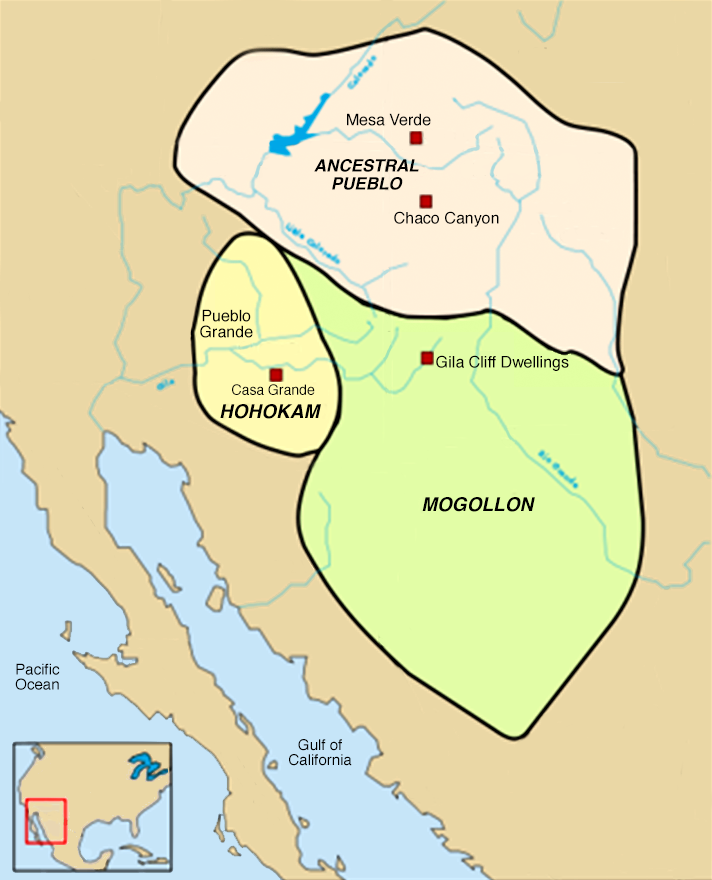
Situation vers 1350.

L'Oasisamérique est une aire culturelle de l'Amérique du Nord précolombienne située dans le nord-ouest de l'actuel Mexique et dans le sud-ouest des actuels États-Unis. Cette notion a été inventée par Paul Kirchhoff. Elle se définit comme une culture de transition, beaucoup plus sédentaire que celle d'Aridamérique, et adaptée à un climat plus aride que celle de Mésoamérique.